# Kočëvo
Kočëvo (in russo Кочёво?) è un villaggio del Circondario dei Komi-Permiacchi nel Territorio di Perm', in Russia; è il centro amministrativo del distretto Kočëvskij.
Si trova 68 km a nord di Kudymkar.